# Membranprotein
Membranproteiner er proteiner der er lokaliseret og fungerer i eller på biologiske membraner. De udgør sammen med opløselige proteiner de mest almindelige former for proteiner og opfylder mange funktioner af betydning for cellens og organismens liv.
I de fleste genomer skønnes det at 20-30% af alle generne koder for membranproteiner.

## Membranproteiners funktioner
Membranproteiner udfører en række funktioner, der er essentieller for den levende organisme, bl.a.:.
- Receptorproteiner formidler den biokemiske forbindelse mellem en påvirkning og cellens respons, også kaldet signaltransduktionen.
- Transportproteiner transporterer molekyler og ioner på tværs af membranen ved diffusion eller aktiv transport, se f.eks. ionkanal og ionpumpe, se liste
- Enzymer udfører biokemiske reaktioner i eller på membranen.
- Celleadhæsionsproteiner formidler identifikationen og kontakten mellem celler, f.eks. i immunresponset.
- Ankerproteiner fastholder cytoskelettet og den ekstracellulære matrix.
- Junctionproteiner forbinder og sammenholder to celler.
- Komplementsystemets membranangrebskompleks MAC danner porer i indtrængende patogener og uskadeliggør dem derved.

## Membranproteiners strukturer
Den største gruppe integrale membranproteiner kaldes også transmembrane proteiner, da de har mindst et hydrofilt domæne på hver side af membranen forbundet med et hydrofobt domæne af en eller flere alfa-helixer i membranen. Det humane proteom indeholder 5462 integrale membranproteiner, jf. flg. tabel over transmembrane proteiner (TM refererer til antallet af alfa-helixer):
| Type membranprotein | Antal humane membranproteiner | Generelle eksempler                                            |
| ------------------- | ----------------------------- | -------------------------------------------------------------- |
| >9TM protein        | 493                           | CFTR (12TM); Band 3 (14TM)                                     |
| 9TM protein         | 133                           | Presenilin 1                                                   |
| 8TM protein         | 165                           |                                                                |
| 7TM protein         | 952                           | Rhodopsin                                                      |
| 6TM protein         | 16                            | en: Transient receptor potential channel                       |
| 5TM protein         | 290                           | Metalloenzym YejM                                              |
| 4TM protein         | 554                           | Occludin, SMR-proteiner (Small Multidrug Resistance proteiner) |
| 3TM protein         | 558                           | Membranproteinet M i SARS-CoV-2                                |
| 2TM protein         | 934                           | Rifin; Stevor; Pfmc                                            |
| 1TM protein         | 3106                          | ACE2; virus hæmagglutinin                                      |

Som det ses af tabellen er de fleste integrale membranproteiner af klassen med 1TM, men mange ses også at være med 2TM og 7TM. Blandt 7TM proteinerne er der en stor gruppe receptorer, G-protein-koblede receptorer, populært kaldet cellernes dørvogtere.
Membranproteiner med en struktur, der benævnes beta-barrel (på dansk ”beta-tønde”) træffes kun hos bakterier og den ydre membran i mitochondrier og chloroplaster.
En mindre gruppe integrale membranproteiner er forankret i membranen, men er kun til stede på den ene side af membranen. Forankringen kan være til lipid-dobbeltlaget eller til et andet membranprotein og kan ske via en posttranslationel modifikation.
Mange proteiner der reagerer på den ydre eller indre side af membranen regnes som temporale eller perifere membranproteiner.

## Eksempler på membranproteiner
Et usædvanligt 13TM protein er endosomproteinet NPC1, Niemann-Pick C1, som er essentielt for ebolavirus infektion.
- Aquaporin
- Bakterierhodopsin
- Beta-barrel
- ACE-2 receptoren for Coronavirus
- Flippase[10]
- G-protein-koblede receptorer eller 7TM
- Immun-checkpoints
- Immunglobulin-superfamilien
- Natrium-kalium-pumpen (Na+/K+-pumpen eller Na+/K+-ATPase)
- Opioid-receptorer
- Rhodopsin
- Spike
- TOM, translocator of the outer membrane

## Eksterne links og henvisninger
1. ↑  The Human Protein Atlas
2. ↑  Mapping the Ends of Transmembrane Segments in a Polytopic Membrane Protein. Journal of Biological Chemistry 1997
3. ↑  Biological function of Presenilin and its role in AD pathogenesis. Translational Neurodegeneration 2013
4. ↑  The essential inner membrane protein YejM is a metalloenzyme. Nature 2020
5. ↑  Molecular Structure and Function of the Tight Junction. DFG Research
6. ↑  Inverted repeat domains in membrane proteins. FEBS Letters 2006
7. ↑  The Structure of the Membrane Protein of SARS-CoV-2 Resembles the Sugar Transporter SemiSWEET. Pathogens and Immunity. 2020
8. ↑  Hypervariability within the Rifin, Stevor and Pfmc-2TMsuperfamilies in Plasmodium falciparum. Nucleic Acids Research, 2006
9. ↑  Small molecule inhibitors reveal Niemann-Pick C1 is essential for ebolavirus infection. Nature 2011
10. ↑  FLIPPASES GIVE CELLS AN ELECTRIC SHOCK Sciencenews.dk 2019

- What membrane proteins look like. Stockholms Universitet Arkiveret 4. februar 2012 hos  Wayback Machine